# Замужество (фильм, 1947)
«Замужество» (в ином переводе — «Свадьба») (яп. 結婚, кэккон; англ. Marriage) — чёрно-белый фильм-драма режиссёра Кэйсукэ Киноситы, вышедший на экраны 18 марта 1947 года. Фильм номинировался на кинопремию «Кинэма Дзюмпо», однако по результатам голосования занял лишь 11 место.

## Сюжет
Фумиэ и Сугавара любят друг друга и вот уже четыре с половиной года как они обручены. Но их счастью постоянно что-то мешает, то война (Сугавара был призван служить и провёл на фронтах Второй мировой войны три года), то послевоенная разруха и нужда. Всплеск надежды на их бракосочетание появляется, когда глава семейства Мацукава, отец Фумиэ объявляет семье, что его старый сослуживец, а ныне предприниматель Симамото, хочет взять его на работу. Если отец трудоустроится, это даст шанс молодым Фумиэ и Сугаваре пожениться, а иначе никак, ибо Фумиэ и её сестра Кимико единственные в большой семье, кто работает и добывает деньги на пропитание. 
Гордый отец не пожелал пойти работать к Симамото, ибо посчитал его спекулянтом, а порядочность отца не позволила ему связаться с проходимцем, методы деятельности которого он не признавал. Так, казалось бы, рухнули планы Фумиэ и Сугавары на замужество. Так как Фумиэ подумала, что отказ от её брака с Сугаварой был бы наиболее приемлемым вариантом для их семьи.
Сугаваре приходит сообщение с его малой родины о том, что его мать находится при смерти. Он приходит в дом Мацукава с просьбой отпустить Фумиэ с ним, навестить умирающую матушку. Отец Фумиэ понимает, что более тянуть с замужеством дочери нельзя и, прося у неё прощения, благословляет её и предлагает ей уехать с Сугаварой, а в дальнейшем выйти за него замуж. 

## В ролях
- Кинуё Танака — Фумиэ Мацукава
- Кэн Уэхара — Цумору Сугавара
- Эйдзиро Тоно — Кохэй, отец Фумиэ
- Тиэко Хигасияма — Фукико, мать Фумиэ
- Кунико Игава — Кимико, сестра Фумиэ
- Сёдзо Судзуки — Кэйдзи
- Эйтаро Одзава — Симамото
- Юкико Кудзи — Киё
- Сатико Мурасэ — Фудзиэ Сугавара
- Тэруко Киси — домохозяйка

## Награды и номинации
Кинопремия «Майнити» (1948)
- Премия лучшей актрисе 1947 года — Кинуё Танака за роли в двух фильмах: «Замужество» и «Любовь актрисы Сумако» (режиссёр Кэндзи Мидзогути).

Премия журнала «Кинэма Дзюмпо» (1948)
- Номинация на премию за лучший фильм 1947 года, однако по результатам голосования занял лишь 11-е место.